# La Rançon d'un trône
Pour les articles homonymes, voir Adam's Rib.
Pour plus de détails, voir Fiche technique et Distribution.
La Rançon d'un trône (Adam's Rib) est un film muet américain réalisé par Cecil B. DeMille, sorti en 1923.

## Synopsis
Un couple richissime tombe dans la misère mais leur fille les sauve... 

## Distribution
- Anna Q. Nilsson : Madame Michael Ramsay, une épouse délaissée
- Pauline Garon : Mathilda Ramsay, sa fille
- Milton Sills : Michael Ramsay, un mari qui passe son temps à spéculer sur le cours du blé
- Elliott Dexter : le professeur Nathan Meade
- Theodore Kosloff : Jaromir XIII, le roi détrôné de Voraldie
- Julia Faye : la mauvaise femme
- Gino Corrado : Lieutenant Braschek
- Clarence Burton : l'ermite
- Clarence Geldart : James Kilkenna
- Robert Brower : Hugo Kermaier